# بلن (نارینو)
بلن (انگلیسی: Belén, Nariño) یک منطقه مسکونی در کشور کلمبیا است.